# Isola Nightingale
L'isola Nightingale è un'isola dell'Oceano Atlantico meridionale, di quasi 3 km² di superficie, facente parte del gruppo di isole di Tristan da Cunha. È amministrata dal Regno Unito in quanto compresa nei territori britannici d'oltremare.
L'isola Nightingale fa parte delle isole Nightingale, che comprendono anche gli isolotti minori Isola Middle e Isola Stoltenhoff. Sono tutti e tre disabitati, ma regolarmente visitati per finalità scientifiche e ricerca.

## Geografia
Nightingale ha due sommità nella zona settentrionale. Una raggiunge 337 m di altitudine e l'altra 293 m. Il resto dell'isola è circondato da scogliere, che sono tuttavia molto più basse di quelle che circondano la vicina Isola Inaccessibile, che dista circa 16 km ed ha scogliere alte circa 300 m. Pertanto l'accesso umano è molto più facile sull'isola Nightingale, sebbene grandi quantità di kelp (una tipologia di alga) circondino l'isola, rendendo difficile l'ancoraggio delle navi col brutto tempo.

## Storia
Nightingale fu scoperta insieme a Tristan da Cunha e l'Isola Inaccessibile nel 1506 da Tristão da Cunha.
Nel diciassettesimo e nel diciottesimo secolo, il governo olandese, il governo francese e la Compagnia britannica delle Indie orientali presero in considerazione la presa di possesso di Nightingale, ma rinunciarono per la scarsità di punti di sbarco.

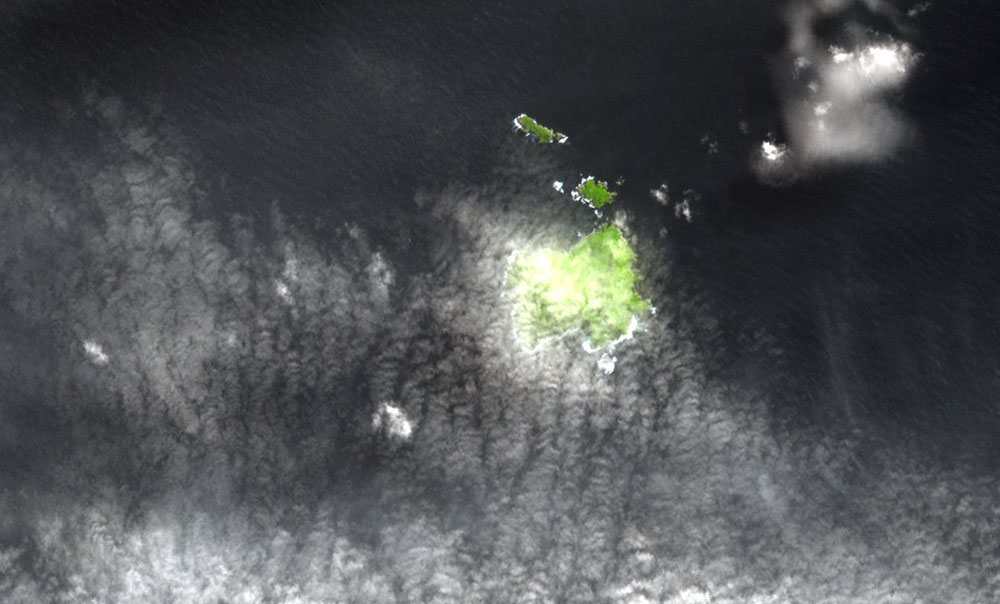
Veduta aerea

Nel 1656, la nave galeota Nachtglas, che passò anche per l'Isola Inaccessibile, approdò a Nightingale. Nightingale fu originariamente chiamata Gebroken Eyland (L'isola spaccata), ma fu in seguito rinominata in omaggio a Gamaliel Nightingale, che la esplorò nel 1760.
Nel 1767, le piccole isole Stoltenhoff e Middle furono scoperte dal capitano francese D'Escheverry.
Si raccontava che a Nightingale fosse nascosto un bottino di pirati. Il capitano John Thomas, in una spedizione nel sud dell'Atlantico, avrebbe lasciato un tesoro in dobloni spagnoli e pezzi da otto nelle grotte di Nightingale per tenerli al sicuro. Tuttavia, anche se fosse vero, il recupero di tale tesoro non è mai stato confermato.
Nel 1811, il pirata americano Jonathan Lambert rivendicò il possesso di Tristan da Cunha e delle isole vicine. Voleva chiamare l'isola Inaccessibile Pinsard Island, e Nightingale Lavel Island. Riuscì ad ottenerle, ma morì meno di un anno dopo.
Nel 1961 un'eruzione su Tristan da Cunha ne costrinse gli abitanti ad evacuare verso Nightingale. Si trasferirono poi nel Regno Unito, per poi tornare a Tristan nel 1963.
Su Nightingale sono in corso grandi sforzi per la conservazione della natura. I precedenti rifugi degli operatori di questo programma di conservazione furono profondamente danneggiati durante una tempesta prodotta da un ciclone extra-tropicale nel 2001 che si dice includesse venti con velocità fino a 120 mph. Il Regno Unito ha stabilito un fondo per la conservazione di Nightingale per gli anni 2004-2006.

### Il disastro petrolifero del 2011
Il 16 marzo 2011 poco prima dell'alba, la nave cargo battente bandiera maltese MS Oliva si arenò a Spinners Point, nella spiaggia nord-ovest dell'isola. La nave conteneva 1.500 tonnellate di petrolio e un carico di 60.000 tonnellate di fagioli di soia. La perdita di petrolio minacciò oltre 200 000 pinguini e numerosi altri uccelli marini che popolano le isole Nightingale e Middle Island. Oltre al danno provocato dalla fuoriuscita di greggio, in un primo tempo si temeva che i ratti presenti sulla nave potessero in qualche modo raggiungere la riva e distruggere le nidiate predandone le uova. Essendo l'isola Nightingale disabitata e priva di acqua potabile, gli uccelli marini vennero trasportati sull'isola di Tristan da Cunha per essere puliti. Il capitano greco e i suoi 21 uomini filippini rimasero a Edinburgh of the Seven Seas, ad assistere gli abitanti dell'isola nel loro lavoro.

## Fauna
L'isola Nightingale è rinomata come habitat ideale per vari tipi di uccelli marini; più di un milione di uccelli vi si nutrono infatti, tra cui la Berta dell'Atlantico è la specie più numerosa. Ci sono quattro zone umide sull'isola, ognuna delle quali contiene centinaia di esemplari di albatro beccogiallo dell'Atlantico. Così come l'Isola Inaccessibile, Nightingale ospita una colonia di pinguini saltarocce (precisamente la sottospecie moseleyi), che è ora una specie a rischio.

## Turismo
Mentre l'Isola Inaccessibile e l'isola Gough sono zone protette e non vi è permesso il turismo, è invece possibile visitare Nightingale.
Chi non risiede a Tristan da Cunha può recarsi a Nightingale soltanto con una guida di Tristan. Parte dei soldi per le guide turistiche sono destinati al programma di conservazione dell'isola. Una volta all'anno, registi e giornalisti sono autorizzati a lavorare sull'isola.